# Ascalapha odora
Ascalapha odora är en fjärilsart som beskrevs av Carl von Linné 1767. Ascalapha odora ingår i släktet Ascalapha och familjen nattflyn. Inga underarter finns listade i Catalogue of Life.